# Lösensumma
Lösensumma, men också lösesumma, är det penningbelopp som utkrävs eller som under överenskommelse ska betalas mot utgivande eller återlämnande av personer eller egendom. Stora lösensummor har genom alla år betalats i samband med till exempel kidnappningar och konststölder. Lösen innebär att erlägga ett visst penningbelopp mot rätt att förvärva egendom av annan.